# Sandrine Péché
Pour les articles homonymes, voir Péché (homonymie).
Sandrine Péché (née en 1977) est une mathématicienne française qui travaille en tant que professeure dans le Laboratoire de probabilités et modèles aléatoires de l'université Paris-Diderot. Ses recherches portent sur la théorie des probabilités, la physique mathématique et la théorie et les applications des matrices aléatoires.

## Carrière
Après des études à l'École normale supérieure Paris-Saclay, Sandrine Péché obtenu un doctorat de l'École polytechnique fédérale de Lausanne en Suisse, en 2002, sous la supervision de Gérard Ben Arous, avec une thèse intitulée « Universality of local eigenvalue statistics for sample covariance matrix ensembles ». Elle a enseigné à l'université de Grenoble avant de partir à Paris-Diderot en 2011.

## Travaux
Ses recherches portent sur la théorie des probabilités, la physique mathématique et la théorie et les applications des matrices aléatoires de grande taille. Les applications portent notamment sur les modèles de croissance aléatoire et des modèles de particules en interaction, les applications en modèles de percolation orientée ou de files d'attente, les applications en statistique en grande dimension, les applications en finance, les applications en théorie de l'information et la théorie des graphes.

## Prix et distinctions
Elle est la rédactrice en chef de la revue Electronic Communications in Probability de 2015 à 2018. Elle est également éditrice associée de SpringerBriefs in Probability and Mathematical Statistics.
Elle a été conférencière invitée au Congrès international des mathématiciens à Séoul en 2014, avec une conférence intitulée « Deformed ensembles of random matrices »

## Sélection de publications
- avec Gérard Ben Arous: « Universality of local eigenvalue statistics for some sample covariance matrices », Communications on Pure and Applied Mathematics, vol. 58, 2005, p. 1316–1357.
- « The largest eigenvalue of small rank perturbations of hermitean random matrices », Probability Theory and Related Fields, vol. 134, 2006, p. 127–173, Arxiv.
- avec Alexander Soshnikov: « Wigner random matrices with non symmetrically distributed entries », Journal of Statistical Physics, vol. 129, 2007, p. 857–884, Arxiv.
- avec Alexander Soshnikov: « On the lower bound of the spectral norm of symmetric random matrices with independent entries », Electronic Communications in Probability, vol 13, 2008, p. 280–290. Arxiv.
- avec Antonio Auffinger, Gérard Ben Arous: « Poisson convergence for the largest eigenvalues of heavy tailed random matrices », Annales de l'Institut Henri Poincaré, Arxiv 2007.
- « Universality results for largest eigenvalues of some sample covariance matrix ensemble », Arxiv 2007.
- avec Alan Edelman et Alice Guionnet: « Beyond universality in random matrix theory », Annals of Applied Probability, vol 26, 2016, p. 1659–1697, Arxiv.
- avec Benjamin Schlein (de), Laszlo Erdös, José A. Ramirez et Horng-Tzer Yau: « Bulk Universality for Wigner Matrices », Communications on Pure and Applied Mathematics, vol. 63, no 7, p. 895-925, Arxiv.

- « La plus grande valeur propre de matrices de covariance empirique », sur Images des mathématiques, le 15 octobre 2006 .